# Andrzej Ciborski
Andrzej Ciborski, ps. „Cibor” (ur. 1 stycznia 1964) – polski bard, poeta, autor tekstów piosenek, kompozytor, dziennikarz i scenarzysta słuchowisk radiowych. Legenda piosenki autorskiej w Polsce.

## Życiorys
Absolwent Państwowej Wyższej Szkoły Teatralnej, Filmowej i Telewizyjnej w Łodzi. W latach 1985-1992 wokalista, gitarzysta i twórca piosenek Orkiestry Teatru ATA, która była wielokrotnie nagradzana na festiwalach i konkursach poezji śpiewanej, a także na KFPP w Opolu w 1987 roku, gdzie w koncercie pt. Muzyka w teatrze zajęła II miejsce. W 1991 roku zespół nagrał kilka piosenek do programu zrealizowanego przez TVP2, zaś w 1992 – po raz kolejny wystąpił na festiwalu opolskim. Ponadto muzyk występował i nadal sporadycznie występuje w duecie z innym członkiem tej grupy, a mianowicie z Piotrem Mikołajczakiem (laureaci II nagrody na Studenckim Festiwalu Piosenki w Krakowie w 1985 roku). Jest także laureatem nagród indywidualnych zdobytych m.in. na takich imprezach jak: OPPA w Warszawie, Przegląd Piosenki Literackiej i Kabaretowej w Łodzi, KFPP w Opolu, czy Festiwal Sztuki Estradowej w Rzeszowie. Współtwórca poznańskiej formacji Banda Dzika, działającej w latach 2000-2002 i reaktywowanej w 2014 roku – grupa ma na koncie EP-kę pt. Moje kobiety. W późniejszych latach był laureatem kolejnych nagród zdobywanych na festiwalach, takich jak: Ogólnopolskie Spotkania Śpiewających Poezję „Recital” (Siedlce, 1992), „Zaduszki poetyckie” (Piotrków Trybunalski, 1994), czy „FRAZY Festiwal Słowa w Piosence” (Poznań, 2016). Razem z Piotrem Mikołajczakiem (autor muzyki) napisał (autor tekstu) piosenkę pt. Dom dobrych drzew, która w wykonaniu Edyty Górniak jest motywem przewodnim czołówki emitowanego w TVP1 serialu telewizyjnego Leśniczówka i miała swoją sceniczną premierę 22 lutego 2018 roku podczas prezentacji wiosennej ramówki TVP. We współpracy z Mikołajczakiem powstał także motyw muzyczny do serialu historycznego Drogi wolności, czyli piosenka Pani ze snów, którą zaśpiewali Krzysztof Cugowski i Piotr Cugowski oraz piosenka Podaruj mi, napisana do filmu Rozmowy nocą i zaśpiewana przez Krzysztofa Kiljańskiego w duecie z Veronique le Berre. Obydwaj twórcy są także pomysłodawcami serialu pt. Archiwista.
Jest dziennikarzem w Radiu Poznań, a także scenarzystą słuchowisk radiowych do których zdarza mu się komponować muzykę.

## Nagrody
- 1984: OPPA w Warszawie (II nagroda),
- 1984: STiWPA w Myśliborzu (III nagroda – Sosnowy szczebel do kariery),
- 1985: Studencki Festiwal Piosenki w Krakowie (II nagroda),
- 1985: STiWPA w Myśliborzu (I nagroda – Hebanowy szczebel do kariery),
- 1985: Ogólnopolskie Spotkania Zamkowe „Śpiewajmy Poezję” w Olsztynie (z Orkiestrą Teatru ATA; I nagroda),
- 1986: OMPP we Wrocławiu (Złota Dwunastka),
- 1986: KFPP w Opolu – koncert „Debiuty” (z Orkiestrą Teatru ATA; nagroda za tekst),
- 1986: Przegląd Piosenki Literackiej i Kabaretowej w Łodzi (I nagroda),
- 1987: Festiwal Sztuki Estradowej w Rzeszowie – spektakl pt. Pieśniarze świata (I nagroda oraz indywidualna nagroda przewodniczącego jury prof. Aleksandra Bardiniego),
- 1992: Ogólnopolskie Spotkania Śpiewających Poezję „Recital” w Siedlcach (I nagroda),
- 1994: Zaduszki poetyckie w  Piotrkowie Trybunalskim (I nagroda),
- 2016: FRAZY Festiwal Słowa w Piosence w Poznaniu (wyróżnienie),

i wiele innych.